# Roya Hakakian
Roya Hakakian (persa: رویا حکاکیان)  (Teheran, 1966) és una periodista, conferenciant i escriptora jueva iraniana estatunidenca.
Nascuda a l'Iran, va arribar als Estats Units d'Amèrica com a refugiada i ara és una ciutadana naturalitzada. És autora de diversos llibres, com ara unes aclamades memòries en anglès anomenades Journey from the Land of No (Crown), Assassins of the Turquoise Palace (Grove/Atlantic) i A Beginner's Guide to America: For the Immigrant and the Curious (Knopf).
Profundament influenciada tant per les llargues tradicions literàries del seu país natal com per les turbulències històriques, Roya Hakakian sovint s'inspira en temes altament polítics i els tracta amb lirisme. Aborda els temes sociopolítics contemporanis més urgents i difícils (exili, persecució, censura) i els injecta rellevància i urgència a través de la seva sensibilitat profundament observadora i poètica per fer accessibles aquests temes a tots els lectors.

## Biografia
Hakakian va néixer i es va criar en una família jueva a Teheran. Amb prou feines era una adolescent durant la revolució iraniana de 1979. Després del retorn de l'aiatol·là Khomeini i de l'augment de l'antisemitisme, així com de les pressions socials i econòmiques, i la guerra contínua amb l'Iraq, va emigrar el maig de 1985 als Estats Units d'Amèrica amb asil polític. Va estudiar psicologia al Brooklyn College i també va estudiar poesia amb el poeta i escriptor estatunidenc Allen Ginsberg durant la seva estada allà.
Hakakian va cridar l'atenció crítica com a autora de les seves memòries de 2004, Journey from the Land of No. La publicació de les seves memòries va ser aclamada pel professor de la Universitat Yale Harold Bloom com el debut d'una escriptora amb «una gran carrera literària». Els seus assaigs sobre temes iranians s'han publicat a The New York Times, The Washington Post, The Wall Street Journal i NPR.
Va ser guardonada amb una beca Guggenheim el 2008, va començar a treballar en Assassins of the Turquoise Palace, un relat de no ficció dels assassinats de líders de l'oposició iraniana a Berlín al restaurant Mykonos. El llibre es va publicar més tard el 2011 per Grove/Atlantic.
Hakakian va ser membre permanent del Council on Foreign Relations del 2000 al 2004. Del 2009 al 2010, va ser becaria del Yale Whitney Humanities Center i actualment és una fellow del Davenport College de la Universitat Yale. El 2014-2015, va ser becària visitant al Woodrow Wilson International Center for Scholars. Des del 2015, és professora d'escriptura al THREAD de Yale. Va ser membre fundadora del Centre de documentació dels drets humans de l'Iran i va formar part de la junta directiva de Refugees International. El 2018, Hakakian també va ser acadèmica de l'Institut Hadassah-Brandeis de la Universitat Brandeis. El 2021, es va unir a la junta directiva de la Connecticut Immigrant & Refugee Coalition com a membre honorari. A partir del 2023, és becaria visitant a l'Institut Agora de la Universitat Johns Hopkins.
Ha estat una ponent destacada a molts col·legis i universitats, així com ha aparegut a CBS This Morning, PBS' Now with Bill Moyers, The Dylan Ratigan Show a MSNBC, entre d'altres. El 2009, Hakakian va parlar a la Universitat de Califòrnia a Berkeley, detallant la seva vida des de l'Iran fins als Estats Units d'Amèricai discutint els paral·lelismes entre els joves musulmans i jueus a l'hora de conciliar «la modernitat i la identitat religiosa».
El professor Harry Kreisler, presentador de la sèrie d'entrevistes de la UCBK, va publicar posteriorment una selecció de les seves millors entrevistes en un llibre anomenat Political Awakenings: Conversations with History (Despertars polítics: Converses amb la història), inclosa l'entrevista de Hakakian. Va anomenar Hakakian «una dels activistes, acadèmiques i periodistes més importants de la nostra generació».

## Publicacions

### Llibres

#### Journey from the Land of No: A Girlhood Caught in Revolutionary Iran
Journey from the Land of No: A Girlhood Caught in Revolutionary Iran (Crown) comença el 1974 i acaba el 1984, els deu anys durant els quals l'Iran es va transformar. Hakakian tria acuradament un grapat d'històries personals que il·luminen les històries més grans que vol explicar, és a dir, com van canviar les vides de les dones, la comunitat jueva i els iranians seculars després de la revolució de 1979. El llibre va ser la selecció de la setmana de Barnes & Noble, la revista Ms. Must Read of the Summer i el millor llibre de l'any de Publishers Weekly. Va guanyar el premi Latifeh Yarshater Book Award 2006 de la Persian Heritage Foundation i el 2005 va ser el guanyador de la Millor Memòria del Connecticut Center for the Book. També va rebre el Millor llibre de no-ficció de la revista Elle del 2004. En atorgar el premi, una membre del jurat de la revista Elle, Danielle Bauter, va dir: «Hakakian captura amb eloqüent la seva infància amb paraules que creen un paisatge oníric a la ment. Des de la perspectiva d'una adolescent que accepta la seva pròpia identitat i els temps canviants que l'envolten, juxtaposa la innocència de la seva joventut amb la ferocitat del clima polític de l'Iran. Em vaig involucrar molt amb el seu viatge, i la bellesa de la seva escriptura em va atraure a la seva història, tant és així que pensaré en aquest llibre molt després d'haver-lo acabat».
La dramaturga Katori Hall en la seva ressenya del llibre per al Boston Globe va dir: «Una memòria de debut espectacular. . . Només un talent d'escriptura important com Hakakian pot utilitzar les paraules punxegudes de la ment madura per donar la perspectiva del nen. … Aborda les ideologies d'assimilació i opressió amb aplom i precisió poètics. ... . A la història del pas a la dona d'Hakakian no li falta res».
The Baltimore Sun va dir del llibre: «Hakakian, irrefrenable, valent, i de voluntat forta, observa amb consternat com el país que estima desapareix, per ser substituït per un que veu allò que més valora Roya -un intel·lecte insaciable- amb profund menyspreu. Com Anne Frank, és una cronista perceptiva, idealista i terriblement simpàtica de la repressió creixent».
El gran erudit literari Harold Bloom va aclamar el llibre i el va anomenar «Una memòria immensament commovedora, extraordinàriament eloqüent i apassionada». Va profetitzar que l'autor tindria una gran carrera literària per davant. Journey from the Land of No: A Girlhood Caught in Revolutionary Iran ha estat un Freshman Experience Book a diverses universitats dels Estats Units d'Amèrica i s'ha traduït al neerlandès, el castellà i l'alemany. Va ser seleccionat per The Guardian com els 10 millors llibres sobre l'Iran el 2020.

#### Assassins of the Turquoise Palace
En el seu segon llibre Assassins of the Turquoise Palace (Grove/Atlantic), Hakakian parteix de la forma narrativa personal per endinsar-se en un treball de periodisme d'investigació. Reuneix acuradament, a través de testimonis de testimonis, informes policials, documents d'arxiu, proves judicials i innombrables entrevistes, la història de l'assassinat de quatre líders iranians i kurds en un restaurant anomenat Mykonos a Berlín (Alemanya), el 1992. Comença el llibre des del moment del crim i segueix els esdeveniments fins al veredicte històric que el tribunal va emetre l'abril de 1997. L'obra és la primera vegada que un esdeveniment altament polític de la història contemporània iraniana s'ha explicat en una forma narrativa no ficticia per a lectors generals. En una ressenya destacada, Kirkus Reviews va qualificar el llibre de «un thriller polític de no ficció de gran ordre». Assassins of the Turquoise Palace va ser una selecció de l'editor de New York Times Book Review i un llibre notable del New York Times del 2011. En un article per a Slate Magazine, el gran intel·lectual públic desaparegut Christopher Hitchens va dir del llibre «Encara que continuen infringint totes les lleis internacionals conegudes, mentre protesten per les intervencions en els seus 'afers interns', els teòcrates de Teheran estan condemnats per haver muntat intervencions assassines en els afers dels altres. El bell llibre de Roya Hakakian exposa sense pietat només un d'aquests crims i es presenta com un homenatge als valents dissidents i advocats que van aconseguir un dels èxits humans més rars: una autèntica victòria de la veritat i la justícia». La caracterització de Hakakian dels advocats alemanys Alexander von Stahl i Bruno Jost va fer que l'Associació Federal d'Advocats dels Estats Units honrés aquests advocats amb una cerimònia al Palau de Justícia Federal Daniel Moynihan de la ciutat de Nova York el 25 de febrer de 2014. Assassins of the Turquoise Palace també va ser nomenat entre els 2011 Best of Nonfiction de Kirkus Reviews.

#### A Beginner's Guide to America: For the Immigrant and the Curious
El llibre més recent d'Hakakian A Beginner's Guide to America For the Immigrant and the Curious va ser una altra sortida per a l'autora. Aquesta vegada va optar per escriure narrativa en segona persona, a cavall entre la ficció i la no ficció. Hakakian guia l'immigrant pel moment de l'arribada a Amèrica a través del procés de naturalització. Per torns líric i enginyós, Hakakian va decidir escriure el llibre quan els sentiments antiimmigrants van arribar a un punt de febre el 2016. Tot i que el llibre sembla estar escrit per a nous immigrants, està escrit igualment per als nadius americans que, sense saber-ho. dels privilegis del seu propi país, han de veure-ho des de la perspectiva d'un nouvingut per descobrir el que donen per fet. La guanyadora del premi Pulitzer, Jennifer Egan, va qualificar el llibre d'«impressionant i bonic», mentre que Anthony Kronman, professor de dret de Yale i autor de The Assault on American Excellence, va qualificar el llibre «d'un llibre commovedor, perspicaç, divertit i edificant el veritable predecessor del qual és Alexis de Tocqueville». Segons una ressenya de Tunku Varadarajan per al Wall Street Journal, el relat d'Hakakian destaca pel seu equilibri: «Ofereix consells als lectors, no manaments, i tot i que el seu llibre es podria veure com una carta d'amor a Amèrica, és una que ha estat escrit per un amant exigent que no està cec als defectes d'aquest país». A la seva ressenya per a The Boston Globe, Jeff Jacoby va escriure sobre el llibre «Lyrical and perceptive, 'A Beginner’s Guide to America' és la carta d'amor d'un immigrant a la nació que la va acollir. I és un recordatori oportú del que milions de persones els éssers humans suporten quan arrenquen les seves vides per convertir-se en estatunidencs per elecció».

### Poesia
Hakakian és autora de dues col·leccions de poesia en persa, la primera de les quals, بخاطر آب (Pel bé de l'aigua), va ser nominat com a llibre de poesia de l'any per Iran News el 1993. El 2006 va guanyar el premi Latifeh Yarshater de l'Associació d'Estudis Iranians. Hakakian figurava entre les noves veus principals de la poesia persa a l'Oxford Encyclopedia of the Modern Islamic World. La seva poesia ha aparegut en nombroses antologies d'arreu del món, com ara La Regle Du Jeu i Strange Times My Dear: The PEN Anthology of Contemporary Iranian Literature, que inclou obres de més de 40 escriptors que han contribuït «a aquesta rica i variada col·lecció, o , per utilitzar el terme persa, golchine, un ram, un ram que proporciona una finestra molt necessària a una branca en gran part no descoberta de la literatura mundial». El treball d'Hakakian també apareix al proper Contemporary Voices of the Eastern World: An Anthology of Poems (W. W. Nortons). Ha col·laborat a la Persian Literary Review i ha estat editora de poesia de Par Magazine durant sis anys. Una de les seves influències poètiques més importants és el poeta iranià Ahmad Shamlou.

### Assaigs
Hakakian ha escrit extensament sobre la situació de les dones a l'Orient Mitjà, amb un enfocament particular a l'Iran. El seu article d'opinió del 7 d'abril de 2019 «Hi ha dos tipus de hijabs. La diferència és enorme», coautora amb la periodista iraniana Masih Alinejad per al Washington Post, va ser nomenat un dels millors articles d'opinions del Post op-eds of 2019.
El seu assaig de març de 2021 Unveiling Iran a la New York Review of Books va explicar la història de com les dones a l'Iran lluiten contra el règim obligatori del hijab del país.
Hakakian també se centra en els temes jueus en els seus escrits, prenent nota d'aspectes únics de la comunitat jueva i comentant l'antisemitisme a Amèrica i a l'estranger. Com a jueva iraniana, ha escrit sobre la intersecció de la identitat nacional i la identitat jueva i els enfrontaments que es produeixen quan algú d'ambdós orígens intenta prendre partit en els conflictes polítics moderns. L'Iran, diu, és una cosa atípica, ja que el govern empeny l'antisemitisme a la seva gent poc disposada a diferència de la majoria dels altres governs que intenten eliminar l'antisemitisme al marge polític.

### Pel·lícules, televisió i altres mitjans de comunicació
Hakakian ha col·laborat en més d'una dotzena d'hores de programació per a les principals unitats de periodisme de la televisió en xarxa, incloent 60 Minutes i Travels With Harry d'A&E, i 'ABC's Documentary Specials amb Peter Jennings, Discovery i The Learning Channel. Encàrrec d'UNICEF, la pel·lícula d'Hakakian, Armed and Innocent, sobre el tema de la implicació dels menors d'edat en les guerres d'arreu del món, va ser nominada a millor documental curt en diversos festivals d'arreu del món. L'actor Robert De Niro narra la pel·lícula, mentre que un dels nens que hi apareix és interpretat per Ishmael Beah.
Hakakian també ha aparegut en diversos podcasts i emissores de ràdio, inclosa una col·laboració WQXR amb The Metropolitan Opera en una conversa sobre Giuseppe Verdi i l'experiència de l'exili, així com al podcast EconTalk.

## Activisme social
L'any 2020, Hakakian va signar la polèmica A Letter on Justice and Open Debate, que va aparèixer el 7 de juliol a Harper's Magazine; altres signants inclouen la feminista Gloria Steinem, l'escriptora J.K. Rowling i el lingüista Noam Chomsky. Més tard va explicar la seva decisió de signar la carta en un article posterior on argumentava que el benestar de la democràcia estatunidenca estava lligat al benestar d'altres democràcies i activistes democràtics d'arreu del món.
Després de l'atac del 2022 a l'escriptor britànic-estatunidenc Salman Rushdie a Nova York, Hakakian va llegir fragments del treball de Rushdie a la Biblioteca Pública de Nova York juntament amb altres escriptors, com Gay Talese i Colum McCann, per promoure la lliure expressió.
Roya Hakakian és una crítica vocal de la República Islàmica de l'Iran. El setembre de 2022, va declarar davant el Comitè de Relacions Exteriors del Senat dels Estats Units d'Amèrica sobre l'estat de «les dones líders que lluiten contra l'autoritarisme» a l'Iran. Des de llavors, ha publicat diversos assaigs per a The Atlantic sobre el moviment en curs i ha ofert comentaris sobre Fareed Zakaria GPS i MSNBC de la CNN.

## Víctima de furoneria
El febrer de 2015, els comptes de Gmail i Facebook de Hakakian van ser furonejats, així com el seu telèfon mòbil personal. Es creu que el govern de l'Iran va estar darrere de l'incident.